# Lotononis spicata
Lotononis spicata är en ärtväxtart som beskrevs av Robert Harold Compton. Lotononis spicata ingår i släktet Lotononis och familjen ärtväxter. Inga underarter finns listade i Catalogue of Life.